# Boisgervilly
Boisgervilly é uma comuna francesa na região administrativa da Bretanha, no departamento Ille-et-Vilaine. Estende-se por uma área de 19,9 km². Em 2010 a comuna tinha 1 718 habitantes (densidade: 86,3 hab./km²).